# Geolycosa riograndae
Geolycosa riograndae là một loài nhện trong họ Lycosidae.
Loài này thuộc chi Geolycosa. Geolycosa riograndae được Alfred Russel Wallace miêu tả năm 1942.